# Pierre Houle
Pour les articles homonymes, voir Houlle (homonymie).
Pierre Houle est un réalisateur et acteur québécois.
En 1986, il a été filmé par Gérard Courant pour sa série cinématographique Cinématon. Il est le numéro 813 de cette anthologie.

## Filmographie

### Réalisateur
- 1992-1995 : Scoop (série télévisée)
- 1996-1997 : Omerta, la loi du silence (série télévisée)
- 2000-2002 : Tag (série télévisée)
- 2002 : Bunker, le cirque (série télévisée)
- 2004 : Monica la mitraille (film)
- 2008 : René : Le Destin d'un chef (mini-série)
- 2009-2013 : Tactik (série télévisée)
- 2014-2018 : Au secours de Béatrice (série télévisée)
- 2022- : Indéfendable (série télévisée)

### Acteur
- 1984-1990 : Épopée rock (série télévisée) : Louis
- 1986 : Cinématon #813 de Gérard Courant
- 1986 : Couple #16 de Gérard Courant
- 1986 : Les Amis de Claude Jutra au carré Saint-Louis de Montréal, Portrait de groupe #37 de Gérard Courant
- 1987 : Le Cœur découvert (téléthéâtre) : Gaston (adapté du roman Le Cœur découvert)
- 1992 : Montréal ville ouverte (série télévisée) : Michel Chartrand
- 1996 : Virginie (série télévisée) : Gerry Côté

### Animateur
- 1983-1987 : Mag 26 sur TVJQ